# Jermaine Jenas
Jermaine Jenas, född 18 februari 1983, är en engelsk före detta fotbollsspelare.
Jenas var en talangfull engelsk tvåvägsspelande mittfältare med kvickhet, djupledslöpningar och teknik som sina främsta vapen. Han gick till Tottenham från Newcastle för cirka £7 000 000. Det är en före detta engelsk landslagsspelare som ofta spelar i central mittfältsposition. Jenas gjorde sitt första mål för QPR den 10 mars 2013  i en match mot Sunderland där QPR vann med 3-1. Jenas är numera expertkommentator på BBC.